# The Joshua Tree
The Joshua Tree (en español: «El árbol de Josué»), es el nombre del quinto álbum de estudio grabado por la banda rock irlandesa U2 con Brian Eno y Daniel Lanois como productores.
Fue lanzado al mercado por la empresa discográfica Island Records el 9 de marzo de 1987.  Considerado uno de los mejores y más exitosos discos de la banda, incluye temas tan famosos como "With Or Without You" o "Where The Streets Have No Name". En 2003 fue colocado en el número 27 en la Lista de Rolling Stone de los 500 mejores álbumes de todos los tiempos. El lugar donde sacaron el nombre y se tomaron parte de las fotos del álbum no fue, como muchos piensan, el Parque nacional de Joshua Tree. La foto del que acabaría siendo icónico árbol de Josué de la contraportada y otras fueron tomadas en los alrededores del Parque nacional del Valle de la Muerte. En concreto la foto de portada se tomó en el llamado Zabriskie point. Podemos encontrar la localización del Joshua Tree (o mejor dicho, los restos que quedan de él), introduciendo en Google Maps "the Joshua tree U2". Otra de las localizaciones que se utilizaron para la sesión de fotos fue el pueblo fantasma de Bodie, al norte del parque.
Inspirado por las experiencias estadounidenses, la literatura y la política, U2 eligió a Estados Unidos como tema para el registro. La grabación comenzó en enero de 1986 en Irlanda, y para fomentar un ambiente relajado y creativo, el grupo grabó principalmente en dos casas. Varios eventos durante las sesiones ayudaron a dar forma al tono consciente del álbum, incluida la participación de la banda en los conciertos benéficos Conspiracy of Hope para Amnistía Internacional, la muerte del roadie Greg Carroll y los viajes del vocalista Bono a Centroamérica. La grabación se completó en noviembre de 1986; la producción adicional continuó en enero de 1987. A lo largo de las sesiones, U2 buscó una calidad "cinematográfica" para el disco, una que evocara un sentido de ubicación, en particular, los espacios abiertos de los Estados Unidos. Representaron esto en la fotografía de la carátula del disco que los representa en paisajes desérticos estadounidenses.
The Joshua Tree recibió elogios de la crítica, encabezó las listas en más de 20 países y se convirtió en el álbum más vendido en la historia británica. Según Rolling Stone, el álbum aumentó la estatura de la banda "de héroes a superestrellas". Produjo los exitosos singles "With or Without You", "I Still Haven't Found What I'm Looking For", y "Where the Streets Have No Name", los dos primeros se convirtieron en los únicos singles número uno del grupo en los EE. UU. El álbum ganó los Premios Grammy por Álbum del año y Mejor actuación de rock por un dúo o grupo con voz en 1988. El grupo apoyó el récord con el Joshua Tree Tour a lo largo de 1987, en el que comenzaron a actuar en estadios por primera vez en su carrera.
Con frecuencia incluido entre los mejores álbumes de todos los tiempos, The Joshua Tree es uno de los álbumes más vendidos del mundo, con más de 25 millones de copias vendidas. U2 celebró el vigésimo aniversario del disco con un relanzamiento remasterizado y su trigésimo aniversario con una gira de conciertos y una nueva emisión. En 2014, fue seleccionado para su conservación en el Registro Nacional de Grabación de EE. UU., Después de haber sido considerado "cultural, histórica o estéticamente significativo" por la Biblioteca del Congreso.

## Trasfondo

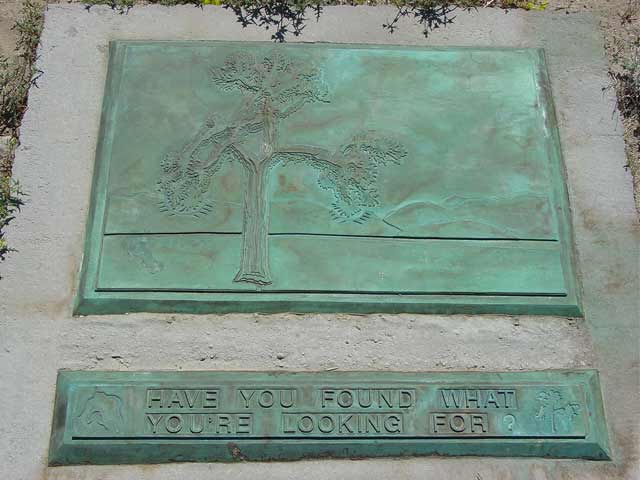
Placa donde se hallaba el "árbol de Josué", que hace referencia a la canción I Still Haven't Found What I'm Looking For, donde dice "Have you found what you're looking for?" (español: "¿Encontraste lo que buscabas?").

Antes de The Joshua Tree, U2 había lanzado cuatro álbumes de estudio y era una banda de éxito internacional, particularmente como un acto en vivo que había realizado giras todos los años en la década de 1980. La estatura del grupo y la anticipación del público por un nuevo álbum crecieron después de su disco de 1984 The Unforgettable Fire, su gira posterior y su participación en Live Aid en 1985. U2 comenzó a escribir material nuevo a mediados de 1985 después de Unforgettable Fire Tour.

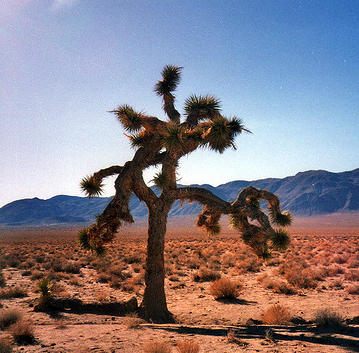
El árbol utilizado en la carátula original, en 1994, Desierto de Mojave, California.

El mánager de U2, Paul McGuinness, relató que The Joshua Tree se originó a partir del "gran romance" de la banda con los Estados Unidos, ya que el grupo había recorrido el país durante cinco meses al año durante la primera mitad de la década de 1980. Antes de las sesiones del álbum, el vocalista Bono había estado leyendo los trabajos de escritores estadounidenses como Norman Mailer, Flannery O'Connor y Raymond Carver para comprender, en palabras del editor de Hot Press, Niall Stokes, "aquellos en el márgenes de la tierra prometida, aislada del sueño americano ". Después de una visita humanitaria de septiembre a octubre de 1985 a Egipto y Etiopía con su esposa Ali, Bono dijo: "Al pasar tiempo en África y ver a las personas en los pozos de la pobreza, todavía veía un espíritu muy fuerte en las personas, una riqueza de espíritu que no vi cuando llegué a casa ... vi al niño mimado del mundo occidental. Empecé a pensar: "Puede que tengan un desierto físico, pero tenemos otros tipos de desiertos". Y eso es lo que me atrajo al desierto como símbolo de algún tipo ".
Después de grabar voces para el proyecto anti-apartheid de Steven Van Zandt, Sun City, en agosto de 1985, Bono hizo una contribución adicional al álbum en octubre inspirada en su creciente interés en la música de raíces. Mientras estuvo en Nueva York, pasó tiempo con los músicos Keith Richards y Mick Jagger, quienes le tocaron blues y música country. Bono estaba avergonzado por su falta de familiaridad con los géneros, ya que la mayor parte del conocimiento musical de U2 comenzó con el punk rock en su juventud a mediados de la década de 1970. Se dio cuenta de que U2 "no tenía tradición" y sintió como si "fueran del espacio exterior". Esto lo inspiró a escribir la canción influenciada por el blues "Silver and Gold", que grabó con Richards y Ronnie Wood y convenció a Van Zandt de agregar a Sun City. Hasta ese momento, U2 había sido apático hacia la música de raíz, pero después de pasar tiempo con los Waterboys y la banda irlandesa Hothouse Flowers, sintieron una sensación de música irlandesa indígena que se mezclaba con la música folclórica estadounidense. Las amistades nacientes con Bob Dylan, Van Morrison y Richards alentaron a Bono a mirar hacia atrás a las raíces del rock y a centrarse en sus habilidades como compositor y letrista. Explicó: "Solía pensar que escribir palabras era anticuado, así que dibujé. Escribí palabras en el micrófono. Para The Joshua Tree, sentí que había llegado el momento de escribir palabras que significaran algo, por experiencia propia." Dylan le contó a Bono su propia deuda con la música irlandesa, mientras que Bono demostró aún más su interés en las tradiciones musicales en su dueto con el celta irlandés y el grupo folklórico Clannad en la canción "In a Lifetime".
"Habíamos experimentado mucho en la creación de [The Unforgettable Fire]. Habíamos hecho cosas bastante revolucionarias ... Entonces, al entrar en The Joshua Tree, sentimos que quizás las opciones no eran buenas, que las limitaciones podrían ser positivas". Así que decidimos trabajar dentro de las limitaciones de la canción como punto de partida. Pensamos: escribamos canciones. Queríamos que el disco fuera menos vago, abierto, atmosférico e impresionista. Para hacerlo más directo, centrado y conciso."
—The Edge, sobre el acercamiento de la banda a The Joshua Tree.
La banda quería construir sobre las texturas de The Unforgettable Fire, pero en contraste con la experimentación a menudo fuera de foco de ese disco, buscaron un sonido más fuerte dentro de las limitaciones de las estructuras de canciones convencionales. El grupo se refirió a este enfoque como trabajar dentro de los "colores primarios" de la música rock: guitarra, bajo y batería. El guitarrista The Edge estaba más interesado en la atmósfera europea de The Unforgettable Fire e inicialmente se mostró reacio a seguir el ejemplo de Bono para buscar un sonido más estadounidense. The Edge finalmente se convenció después de descubrir artistas de blues y country como Howlin 'Wolf, Robert Johnson, Hank Williams y Lefty Frizzell en las estaciones de radio públicas estadounidenses durante el Unforgettable Fire Tour. A pesar de la falta de consenso sobre la dirección musical, los miembros del grupo acordaron que se sentían desconectados del synthpop dominante y la música new wave de la época, y querían continuar haciendo música que contrastara con estos géneros.
En noviembre de 1985, U2 se mudó a la casa recién comprada del baterista Larry Mullen Jr. para trabajar en material escrito durante el Unforgettable Fire Tour. Esto incluyó demos que evolucionarían hacia "With or Without You", "Red Hill Mining Town", "Trip Through Your Wires" y una canción llamada "Womanfish". The Edge lo recordó como un período difícil con la sensación de "no ir a ninguna parte", aunque Bono se estableció en Estados Unidos como tema para el álbum. Las sesiones de grabación suplementarias en STS Studios en Dublín con el productor Paul Barrett vieron el desarrollo de "With or Without You" y la génesis de "Bullet the Blue Sky".

## Grabación y producción.
Basado en su éxito con los productores Brian Eno y Daniel Lanois en The Unforgettable Fire, U2 quería que el dúo produjera su nuevo álbum. Mullen estaba emocionado de volver a trabajar con ellos, ya que sintió que la pareja, Lanois en particular, fueron los primeros productores de la banda que "realmente [se interesaron] en la sección de ritmo". Mark "Flood" Ellis fue seleccionado para ser el ingeniero de grabación de las sesiones, marcando la primera vez que trabajó con U2. La banda quedó impresionada por su trabajo con Nick Cave, y el amigo de Bono, Gavin Friday, recomendó a Flood basándose en sus experiencias laborales juntos cuando Friday era miembro de Virgin Prunes. U2 le pidió a Flood un sonido que era "muy abierto... ambiente... con una verdadera sensación de espacio del entorno en el que estabas", lo que pensó que era una petición muy inusual en ese momento.
Con la intención de lanzar un álbum a fines de 1986, U2 estableció un estudio en enero de ese año en Danesmoate House, una casa georgiana en Rathfarnham, Irlanda, en las estribaciones de las montañas de Wicklow. The Edge había visto la residencia meses antes mientras buscaba casa con su esposa y convenció al propietario de que la alquilara a la banda. Su plan era encontrar inspiración en el espacio de grabación convertido y usarlo para crear una atmósfera musical, al igual que lo hicieron con Slane Castle para las sesiones de The Unforgettable Fire en 1984.
Se instaló una sala de control improvisada con máquinas de cinta, una mesa de mezclas y otros equipos externos en el comedor de Danesmoate, con la sala de dibujo adyacente utilizada para grabar e interpretar. Las grandes puertas que separan las habitaciones fueron reemplazadas por una pantalla de vidrio, y para mantener una atmósfera relajada "no de estudio" para las sesiones, la sala de control se denominó la "sala lírica" y el espacio de grabación se llamó la "sala de la banda". La estrategia de Lanois era alentar a los miembros de la banda a que prepararan sus partes por adelantado y capturar la mayor parte de la esencia de una banda en vivo como fuera posible, sin tener la posibilidad de una sobregrabación posterior sobre la cual recurrir. Este fue un cambio para U2, que previamente grabó cada instrumento por separado y luego los colocó en la mezcla. Para apoyar su enfoque de tener a todos los miembros de la banda grabando juntos en una habitación, Lanois evitó que usaran auriculares a favor de usar altavoces de monitor debido a su poder; Mullen y el bajista Adam Clayton usaron dos cada uno. Para ayudar en el aislamiento del sonido, se construyeron gobos en la sala de dibujo, aunque el personal de producción aún enfrentaba problemas con el derrame de audio de los altavoces del monitor. Lanois dijo que debido a la configuración, "debes comprometerte con lo que dejaste y usarlo o tirarlo a la basura". Esta configuración de grabación se duplicó en ubicaciones posteriores durante las sesiones del álbum.
El tiempo inicial de U2 en Danesmoate se dedicó a grabar y refinar "demostraciones extensas" que The Edge anticipaba que podrían convertirse en pistas de acompañamiento finales. Comenzaron con sus métodos habituales de composición de canciones para clasificar cintas de jams de prueba de sonido, trabajar con el libro de letras de Bono y grabar sesiones de jam. Las sesiones vieron cómo la composición de canciones del grupo comenzaba a evolucionar; no todo el material se estaba elaborando como una banda, sino que Bono y The Edge a menudo aportaron ideas básicas de canciones a Mullen y Clayton. El grupo se unió por primera vez en Danesmoate por Eno, con Flood y su compañero ingeniero Dave Meegan grabando sus jams. Meegan dijo sobre la participación de Eno: "Por lo general, era el primero todas las mañanas y comenzaba una secuencia poco fiable en su DX-7 [sintetizador]; sería como una línea de violonchelo sin intenciones de quedarse para siempre, solo algo para inspirar a la gente cuando entraron en la habitación ". Una de las primeras canciones en las que trabajó fue "Heartland", que se originó durante las sesiones de The Unforgettable Fire y luego fue lanzada en el álbum de la banda en 1988, Rattle and Hum. Los arreglos para "With or Without You" y "I Still Haven't Found What I'm Looking For" se completaron temprano en las sesiones de Danesmoate, dando a la banda la confianza para experimentar. Eno y Lanois trabajaron intencionalmente con la banda en momentos alternos: un productor durante una semana o dos, seguido por el otro. Los productores alentaron el interés por las canciones antiguas, especialmente la música de raíz estadounidense. Las referencias más contemporáneas incluyen el trabajo de guitarra textural de The Smiths y My Bloody Valentine. El vocabulario musical de la banda había mejorado después de su álbum anterior, facilitando la comunicación y la colaboración con el equipo de producción.
La banda descubrió que Danesmoate tenía una atmósfera muy creativa, pero según Edge, "simplemente no pudieron establecerse". El gran salón, con un techo alto y pisos de madera, creó un sonido de tambor "desgarrador" que causó problemas al grupo. Lanois tenía una opinión más alta de la casa, diciendo: "Era ruidoso, pero era realmente ruidoso, muy denso, muy musical. En mi opinión, era la sala de rock and roll más grande del lote". Según él, "las sesiones de Danesmoate fueron la columna vertebral de la tonalidad del disco: allí se hicieron muchos tambores". Pensó que la casa sonaba mejor que Slane Castle, y quedó particularmente impresionado con el "rango medio bajo ... donde vive la música", una propiedad que él cree que fue un factor importante en el éxito de The Joshua Tree.
En el transcurso de la grabación de The Joshua Tree, la banda se detuvo dos veces para participar en conciertos benéficos. El 17 de mayo de 1986, U2 actuó en Self Aid en Dublín. Con la intención de ayudar a aliviar la crisis de desempleo de Irlanda mediante la recaudación de fondos y promesas de empleo, el evento fue duramente criticado en los medios de comunicación por quitarle presión al gobierno irlandés para resistir las políticas económicas de Margaret Thatcher. La banda en particular fue etiquetada como hipócrita por su participación. Su aparición incluyó una versión de "Maggie's Farm" de Bob Dylan, reinterpretada como una crítica a Thatcher. Niall Stokes de Hot Press calificó su actuación como "el conjunto más negro y feroz de toda su carrera". En junio de 1986, U2 se embarcó en la gira Conspiracy of Hope de seis shows para Amnistía Internacional, deteniendo las sesiones de grabación del álbum durante unos dos meses. En lugar de distraer a la banda, la gira animó su nueva música y proporcionó un enfoque adicional en lo que querían decir. Para Clayton, la gira validó la "crudeza del contenido" y sus intentos de capturar la "desolación y avaricia de Estados Unidos bajo Ronald Reagan". La banda utilizó pruebas de sonido en la gira para probar varias composiciones de guitarra que tenían. Meegan creía que el tiempo de U2 con los otros artistas en la gira afectó su propio sonido: "Sus héroes musicales se desangraron en la música y no les avergonzó, lo que les dio mucho espacio para trabajar".
El 3 de julio, la banda experimentó una tragedia cuando Greg Carroll, su roadie y el asistente personal de Bono, murió en un accidente de motocicleta en Dublín. La muerte del joven de 26 años abrumó a la organización U2, y la banda viajó a su Nueva Zelanda natal para asistir a su funeral tradicional maorí; la experiencia inspiró la letra de "One Tree Hill". Después del funeral, Bono y su esposa visitaron Nicaragua y El Salvador, donde vieron de primera mano la angustia de los campesinos afectados por conflictos políticos y la intervención militar estadounidense, experiencias que formaron la base de la letra de "Bullet the Blue Sky" y "Mothers of the Disappeared".
El 1 de agosto de 1986, U2 se reagrupó en Dublín para reanudar el trabajo en el álbum y comenzar la etapa de grabación propiamente dicha. Durante esta fase más intensa de las sesiones, el grupo comenzó a trabajar en la casa recién comprada de The Edge, Melbeach, en la costa de Monkstown. Lanois dijo de Melbeach: "Era menos una sala de rock 'n' roll, pero lo hicimos funcionar. Creo que hubo muchos dolores de cabeza, aislando a las personas y teniendo que construir desconciertos alrededor del lugar". La casa "más sombría" pero dijo que tenía una "cualidad sólida y sin pretensiones que parecía contener la energía". "Mothers of the Disappeared" y "Bullet the Blue Sky" fueron algunas de las canciones que evolucionaron en Melbeach. Lanois dijo que la mayor parte del registro se realizó allí, y que era el lugar preferido para mezclar. La escritura y la grabación alternaban entre las dos casas y Windmill Lane Studios. A finales de agosto, durante el huracán Charley, Robbie Robertson, el exguitarrista de la banda, visitó U2 en Danesmoate. Robertson estaba en Irlanda para completar su álbum debut en solitario homónimo que había comenzado con Lanois. Juntos, U2 y Robertson grabaron las pistas "Sweet Fire of Love" y "Testimony", que aparecen en el álbum de Robertson.
A medida que avanzaban las sesiones, U2 intentó grabar una versión adecuada de la canción "Where the Streets Have No Name", que comenzó como una demostración que The Edge había compuesto por él mismo. Sin embargo, el grupo tuvo problemas con los acordes, los cambios en la estructura y el tempo, forzando un importante "trabajo de destornillador" para arreglar una versión grabada de la canción. Eno estimó que aproximadamente el 40% del tiempo dedicado a The Joshua Tree se dedicó solo a esa canción. Durante las tomas, Lanois usó un puntero y una pizarra para ayudar a guiar a la banda a través de los cambios de la canción. En un intento por obligar al grupo a comenzar de nuevo, Eno tenía la intención de "organizar un accidente" mediante el cual las cintas de la canción serían borradas. Según Flood, el ingeniero Pat McCarthy tuvo que contener a Eno para evitar que esto sucediera. Finalmente, la eliminación nunca ocurrió. Otro aspecto del álbum que requirió un nuevo trabajo fue la letra de Bono. El vocalista tenía otra serie de letras para la mayor parte del disco, pero los otros miembros del grupo no estaban satisfechos con ellas, lo que obligó a reescribirlas. Lanois dijo que el equipo de producción proyectó extensamente las letras de Bono y ofreció sugerencias, ya que muchas líneas no sonaban tan bien cuando cantaban contra una pista de acompañamiento como cuando estaban escritas. La letra revisada de Bono fue descrita como "absolutamente impresionante" por Meegan, quien creía que la inseguridad que sentía el cantante por haber criticado su trabajo lo motivaba aún más.
Después de un brote creativo en octubre que dio como resultado nuevas ideas de canciones, Bono propuso que el grupo lanzara un álbum doble. The Edge dijo: "Habría dos discos, dependiendo de las canciones que decidiéramos terminar. Hubo este álbum, el álbum 'blues' del que hablaba Bono, y otro, mucho más 'europeo', que es amable de la forma en que me guiaron". Eno advirtió al grupo sobre la búsqueda del material, y le dijo a The Edge:" Sé que cualquiera de estas nuevas ideas es lo suficientemente buena como para hacer el registro, pero tenemos que trazar la línea en alguna parte . Si consideramos alguno de ellos, seguiremos aquí dentro de tres meses". U2 cedió, archivando las nuevas canciones para evitar perder su fecha límite para completar el álbum. La grabación de The Joshua Tree concluyó en noviembre de 1986. Se crearon mezclas ásperas a lo largo de las sesiones después de grabar cada canción para, en palabras de Lanois, tomar "instantáneas en el camino ... porque a veces vas demasiado lejos". The Edge explicó que el arreglo y la producción de cada canción se abordaron individualmente y que, si bien había una dirección uniforme y fuerte, estaban preparados para "sacrificar cierta continuidad para obtener las recompensas de seguir cada canción hasta la conclusión".
Las últimas semanas fueron una carrera frenética para terminar, con la banda y el equipo de producción sufriendo de agotamiento. Eno y Flood tuvieron una participación mínima en las mezclas finales, ya que tenían otros compromisos. Frente a la falta de personal, a fines de diciembre, U2 contrató a Steve Lillywhite, productor de sus primeros tres álbumes, para remezclar los posibles singles y hacerlos más atractivos para la radio comercial. Su presencia y cambios en la undécima hora causaron descontento entre el equipo de producción, incluidos Eno y Lanois. De las aproximadamente 30 canciones que se crearon durante las sesiones del álbum, 11 fueron seleccionadas para la lista final de canciones. Lillywhite mezcló cuatro canciones con el ingeniero Mark Wallis en una consola SSL en Windmill Lane Studios. Al mismo tiempo, Lanois, McCarthy y Meegan mezclaron siete canciones en Melbeach en una mesa de mezclas AMEK 2500 de 24 pistas; los tres tenían que operar la consola debido a la falta de automatización de mezcla.
La noche anterior a la fecha límite del 15 de enero de 1987 establecida por Island Records para completar el registro, la banda y el equipo completaron la mezcla. Mientras trabajaban en Melbeach, la esposa de Lillywhite, la cantante Kirsty MacColl, se ofreció como voluntaria para establecer el orden de ejecución del álbum. La banda le dijo que pusiera "Where the Streets Have No Name" primero y "Mothers of the Disappeared" al final, con el resto secuenciado según su preferencia. Bono dijo sobre la contribución de MacColl: "Tu esperanza para tu álbum es que siempre será mayor que la suma de sus partes. No estaba sucediendo para The Joshua Tree y ella entró y lo organizó y funcionó como un viejo- álbum de moda: un comienzo, medio y final ". Alrededor de las 2 a. m., solo siete horas antes de que el álbum se debiera a Island por dominarlo, The Edge trató de convencer a Lillywhite para que le permitiera agregar voces de acompañamiento a" Where the Streets Have no Name ", pero dicho pedido le fue denegado. Por la mañana, Meegan y Lillywhite volaron con las cintas del álbum a las oficinas de Island en Hammersmith, Londres.
Después de completar el álbum propiamente dicho, U2 regresó al estudio con Meegan y McCarthy para completar el nuevo material que habían archivado en octubre. Estas pistas, que incluían "Walk to the Water", "Luminous Times (Hold on to Love)" y "Spanish Eyes", se completaron como lados B para los sencillos planeados. The Edge dijo que sin productores alrededor y "sin el sentido de importancia que impregnaba las sesiones del álbum", el grupo trabajó de manera rápida y productiva, evitando que las canciones, en su opinión, suenen con exceso de trabajo. La canción "Sweetest Thing" se dejó fuera del álbum y se lanzó como un lado B, ya que la banda sintió que estaba incompleta y no encajaba con las otras canciones. Más tarde expresaron su pesar de que no se había completado para The Joshua Tree. La pista se volvió a grabar como un sencillo para la compilación del grupo de 1998 The Best of 1980–1990. U2 acordó que una canción, "Birdland", era demasiado fuerte para un lado B y la retuvieron para un lanzamiento futuro del álbum. En 2007, una versión regrabada de la canción, titulada "Wave of Sorrow (Birdland)", se incluyó con la edición del vigésimo aniversario del álbum.
Después de completar The Joshua Tree, Bono dijo que estaba "tan satisfecho con el disco como yo puedo estar satisfecho con un disco", llamando a The Joshua Tree su álbum más completo desde su debut. Clayton compró Danesmoate House en 1987 y la convirtió en su hogar.

## Composición

### Música
A U2 se le atribuye la composición de toda la música de The Joshua Tree. El sonido del álbum se basa en la música de raíz estadounidense e irlandesa más que en los álbumes anteriores del grupo, siguiendo el consejo y la influencia de Bob Dylan, Van Morrison y Keith Richards. "Todavía no he encontrado lo que estoy buscando" tiene fuertes influencias evangélicas, con Bono cantando dudas espirituales en un registro superior y Eno, Lanois y The Edge grabando coros. La lenta balada basada en el piano "Running to Stand Still" exhibe rasgos de música folclórica y blues acústico en la guitarra acústica y armónica de diapositivas de la pista. "Trip Through Your Wires", otra canción en la que Bono toca la armónica, fue descrita por Niall Stokes como un "bluesy romp".
La guitarra de The Edge en The Joshua Tree es característica de lo que llegó a ser su sonido característico. Su estilo minimalista contrastaba fuertemente con el énfasis puesto en el virtuosismo y la velocidad por el heavy metal en la década de 1980. The Edge considera que las notas musicales son "caras", y prefiere tocar la menor cantidad posible de ellas y, en cambio, enfocarse en partes más simples que sirvan al estado de ánimo de las canciones. Gran parte de esto se logró con un efecto de retardo, lo que contribuyó a un sonido repicante y cargado de eco. Por ejemplo, el riff en la introducción de la canción de apertura "Where the Streets Have No Name" es un arpegio repetido de seis notas, con retraso utilizado para repetir notas. Los riffs de "I Still Haven't Found What I'm Looking For" y "With or Without You" también usan de manera prominente la demora, con Bono comparando el gancho de guitarra de la pista anterior a "campanas de cromo".
The Edge continuó empleando las técnicas ambientales de tocar la guitarra que utilizó en The Unforgettable Fire; para "With or without you", utilizó un prototipo de la guitarra infinita para agregar capas de notas sostenidas, un enfoque que adoptó por primera vez en su álbum en solitario de 1986, la banda Cautive Soundtrack. En otras canciones, su guitarra es más agresiva; "Exit" fue descrito por Colin Hogg como un "bombardeo decididamente aterrador ... impulsado por la guitarra", mientras Andrew Mueller dijo que los sonidos de guitarra de "Bullet the Blue Sky" evocan imágenes de aviones de combate. The Edge desarrolló la parte de guitarra áspera y cargada de retroalimentación para la última canción siguiendo las instrucciones de Bono de "poner a El Salvador a través de un amplificador", después de que Bono regresara enojado de una visita al país devastado por la guerra. Bono también contribuyó a la composición de canciones en guitarra; La melodía de guitarra española en "Mothers of the Disappeared" se originó a partir de una canción que escribió en Etiopía para enseñar a los niños sobre la higiene básica.
Al igual que en discos pasados, Bono exhibe una entrega vocal expresiva, de garganta abierta, que muchos críticos describieron como "apasionada". Spin descubrió que la exploración del grupo de la música de raíz dio como resultado la expansión del estilo de Bono, diciendo que "ordena la gama completa de gestos de blues a gritos". Bono atribuye esta maduración a "relajarse", "descubrir otras voces" y emplear más moderación en su canto. Su voz se volvió, en palabras de Thom Duffy, más "dinámica" de lo que había sido en discos anteriores. En "Where the Streets Have No Name", su voz varía mucho en su timbre (como describe el escritor Mark Butler, "suspira; gime; gruñe; exhala audiblemente; deja que su voz se quiebre") y su sincronización su uso de rubato para compensar ligeramente las notas cantadas del ritmo. Para la autora Susan Fast, "With or Without You" marca la primera pista en la que "extendió su rango vocal hacia abajo de manera apreciable".

### Letras
Bono es acreditado como el único letrista del álbum. Temáticamente, el álbum yuxtapone antipatía hacia los Estados Unidos contra la fascinación profunda de la banda con el país, sus espacios abiertos, libertades e ideales. La ira se dirige particularmente a la codicia percibida de la administración Ronald Reagan y su política exterior en América Central. Bono dijo: "Empecé a ver dos Américas, la América mítica y la América real", de ahí el título de trabajo del álbum, The Two Americas. Después de recorrer los Estados Unidos ampliamente en el pasado, el grupo se inspiró en la geografía del país. Como tal, el desierto, la lluvia, el polvo y el agua aparecen como motivos líricos en todo el registro. En muchos casos, el desierto se usa como una metáfora de la "sequía espiritual". Una pista que representa principalmente estos temas es "In God's Country", que la crítica Barbara Jaeger interpretó como abordar el papel de Estados Unidos como la "tierra prometida". Clayton explicó el impacto de las imágenes del desierto: "El desierto fue inmensamente inspirador para nosotros como una imagen mental para este disco. La mayoría de la gente tomaría el desierto al pie de la letra y pensaría que es una especie de lugar árido, lo que por supuesto es cierto. Pero en el estado de ánimo correcto, también es una imagen muy positiva, porque en realidad puedes hacer algo con un lienzo en blanco, que es efectivamente el desierto ".
"Me encanta estar allí, me encanta Estados Unidos, me encanta la sensación de los espacios abiertos, me encantan los desiertos, me encantan las cadenas montañosas, incluso me encantan las ciudades. Entonces me enamoré de Estados Unidos a lo largo de los años" He estado allí de gira, luego tuve que "tratar" con Estados Unidos y la forma en que me estaba afectando, porque Estados Unidos está teniendo un gran efecto en el mundo en este momento. En este registro tuve que tratarlo a nivel político para la primera vez, si es de una manera sutil ".
—Bono, sobre las inspiraciones temáticas del álbum, en 1987.
Las preocupaciones políticas y sociales fueron la base de varias pistas. Bono escribió la letra de "Bullet the Blue Sky" después de visitar El Salvador durante la Guerra Civil Salvadoreña y presenciar cómo el conflicto entre los rebeldes y el gobierno respaldado por Estados Unidos afectó a los civiles locales. Durante el pasaje hablado a mitad de la canción, habla de un hombre con una "cara roja como una rosa en un arbusto de espinas", una referencia a Reagan. El viaje de Bono también inspiró a "Mothers of the Disappeared", después de conocer a miembros de COMADRES, las Madres de los Desaparecidos, un grupo de mujeres cuyos hijos fueron asesinados o "desaparecidos" durante la guerra civil a manos del gobierno local. La huelga minera del Reino Unido de 1984 inspiró la letra de "Red Hill Mining Town", que Bono escribió desde la perspectiva de una pareja afectada por la huelga. La historia de una pareja adicta a la heroína fue la base de "Running to Stand Still", que Bono instaló en las torres residenciales Ballymun Flats en Dublín, cerca de donde se crio. Los edificios se mencionan en la letra "Veo siete torres / Pero solo veo una salida". Para "Where the Streets Have No Name", escribió la letra en respuesta a la idea de que, en Belfast, la religión y los ingresos de una persona pueden deducirse en función de la calle en la que viven. "Exit" retrata los pensamientos de un asesino psicótico, aunque Clayton sugirió que la frase "Él vio que las manos que construyen también podrían derrumbarse" también es un golpe a los roles conflictivos del gobierno de los Estados Unidos en las relaciones internacionales.
Bono describió 1986 como "un año increíblemente malo" para él, que se reflejó en la letra. Su matrimonio estuvo bajo tensión, en parte debido al largo período de gestación del álbum, la banda fue criticada por los medios de comunicación irlandeses por su participación en Self Aid, y su asistente personal Greg Carroll murió en un accidente de motocicleta. Bono dijo: "Es por eso que el desierto me atrajo como una imagen. Ese año fue realmente un desierto para nosotros". "With or Without You" fue escrito mientras luchaba por reconciliar su pasión por los viajes como músico con sus responsabilidades domésticas. "One Tree Hill", que lleva el nombre de un pico volcánico en la Nueva Zelanda natal de Carroll, describe cómo se sintió Bono en el funeral de Carroll. El álbum está dedicado a su memoria.
La fe religiosa del grupo fue una fuente de inspiración para muchas letras. En "I Still Haven't Found What I'm Looking For", Bono afirma esta fe pero canta la duda espiritual ("Creo en Kingdom Come" ... "Pero todavía no he encontrado lo que estoy buscando "). Algunos críticos suponían que el lugar al que Bono se refiere en "Where the Streets Have No Name" is Heaven. Estas dos canciones fueron señaladas por algunos críticos como demostrando que la banda estaba en una "búsqueda espiritual". El editor de Hot Press, Niall Stokes y Richard Harrington, de The Washington Post, interpretaron "With or Without You" de manera romántica y espiritual. Se hacen referencias bíblicas en otras canciones como "Bullet the Blue Sky" ("Jacob luchó contra el ángel", imágenes de fuego y azufre) y "In God's Country" ("Estoy con los hijos de Caín"). Thom Duffy interpretó el álbum como una exploración de la "incertidumbre y el dolor de una peregrinación espiritual a través de un mundo sombrío y duro".

## Packaging y título
Diseñado por Steve Averill,  la funda del álbum se basó en la solicitud de U2 para representar la "imagen y ubicación cinematográfica" del disco en el desierto. Dado que los títulos provisionales del álbum fueron The Desert Songs y The Two Americas, el concepto inicial para la manga era representar dónde se encontraba la civilización del desierto. El grupo decidió al principio del proceso creativo fotografiar en los Estados Unidos, en contraste con todos sus álbumes anteriores, que habían sido filmados en Irlanda. Le pidieron a su fotógrafo Anton Corbijn que buscara ubicaciones en los Estados Unidos que capturaran sus ideas. Una semana antes de la sesión de fotos, viajó a los Estados Unidos para compilar una lista de ubicaciones.
Durante varios días en diciembre de 1986, U2 viajó con Corbijn y Averill en un autobús por el desierto de Mojave para una sesión de fotos. El grupo se quedó en pequeños hoteles y disparó en el paisaje desértico, comenzando en Reno, Nevada, antes de mudarse a lugares en California como el pueblo fantasma de Bodie, el Hotel Harmony en Twentynine Palms, Zabriskie Point, Death Valley Junction y otros sitios en Death Valley. Corbijn alquiló una cámara panorámica para capturar más paisajes desérticos, pero al no tener experiencia previa con la cámara, no estaba familiarizado con cómo enfocarla. Esto lo llevó a centrarse en el fondo y dejar a la banda ligeramente desenfocada. Corbijn dijo: "Afortunadamente, había mucha luz". Averill filmó partes del viaje con una cámara de película de 8 mm. Las sesiones fotográficas tuvieron lugar por las mañanas y las tardes, con medio día de viaje y preparación. Más tarde, Corbijn relató que la idea principal del rodaje era yuxtaponer "el hombre y el medio ambiente, los irlandeses en Estados Unidos". Averill dijo sobre su enfoque fotográfico: "Lo que estaba tratando de hacer con la forma en que tomamos las imágenes y enmarcamos la portada fue sugerir la visión del paisaje y el enfoque cinematográfico que se tomó para la grabación".
La noche después del primer día de rodaje, Corbijn le contó a la banda sobre los árboles de Joshua (Yucca brevifolia), plantas resistentes y retorcidas en los desiertos del suroeste de Estados Unidos, y sugirió su uso en la manga. Bono se alegró de descubrir el significado religioso de la etimología de la planta; según la leyenda mormona, los primeros pobladores llamaron a la planta en honor al profeta del Antiguo Testamento Joshua, ya que las ramas estiradas del árbol les recordaron a Joshua levantando sus manos en oración. Al día siguiente, Bono declaró que el álbum debería titularse The Joshua Tree. Esa mañana, mientras conducían por la Ruta 190 cerca de Darwin, vieron un árbol solitario en el desierto. Corbijn había esperado encontrar un solo árbol, ya que pensó que resultaría en mejores fotografías que si disparase a la banda entre un grupo de árboles. Pararon el autobús y fotografiaron con la planta solitaria durante unos 20 minutos, algo que Edge llamó "bastante espontáneo". A pesar de disparar en el desierto, el grupo lidió con el clima frío durante partes del viaje. Bono explicó, "hacía mucho frío y tuvimos que quitarnos los abrigos para que al menos pareciera un desierto. Esa es una de las razones por las que nos vemos tan sombríos". Con respecto al tono serio de las imágenes, Corbijn dijo: "Supongo que la gente sintió que se tomaban a sí mismos demasiado en serio. Creo que fue definitivamente lo más serio que puedes fotografiar una banda. No podrías ir más allá en esa línea a menos que comiences a fotografiar tumbas".
"The Joshua Tree toma su título del árbol que de alguna manera sobrevive en el desierto, y gran parte de su material sugiere un intento, dentro de la aridez, de saciar una sed profundamente espiritual".
—Don McLeese de Chicago Sun-Times, sobre el título del álbum como metáfora de las canciones.
Para el lanzamiento del disco de vinilo, Corbijn originalmente quería tener una foto del árbol de Joshua en la parte delantera de la manga, con U2 en una continuación de la fotografía en la parte posterior. Averill probó un concepto con solo el paisaje en el frente que dijo que se parecía a un "disco de jazz ECM". Finalmente, se usaron fotografías separadas para cada lado de la manga; una imagen del grupo en Zabriskie Point se colocó en el frente, mientras que una imagen de ellos con el árbol aparece en la contraportada. Para la portada, Averill dijo que el encuadre de la banda en la mitad izquierda de la foto debía evocar la cinematografía de los directores de cine John Ford y Sergio Leone. El doblez central mostraba una imagen de U2 con el árbol de Joshua en el centro; un espejo utilizado por ellos para verificar su apariencia se dejó por error en el marco. Como el disco compacto era un formato relativamente nuevo en ese momento, el equipo creativo decidió experimentar con la portada del álbum, seleccionando diferentes imágenes de portada para cada formato en el que se lanzó el álbum; el lanzamiento original del disco compacto usaba una foto borrosa y distorsionada de la banda, mientras que el casete usaba una foto clara pero alternativa. Reediciones de CD posteriores utilizaron la foto LP. Rolling Stone dijo que el título del álbum y las imágenes del árbol se ajustan a un registro preocupado por "la resistencia frente a la desolación social y política, un registro impregnado de imágenes religiosas". En 1991, la revista clasificó a The Joshua Tree en el número 97 en su lista de las "100 mejores portadas de álbumes de todos los tiempos".
El árbol fotografiado para la manga cayó alrededor de 2000, sin embargo, el sitio sigue siendo una atracción turística popular para los fanáticos de U2. Una persona insertó una placa en el suelo que decía: "¿Has encontrado lo que estás buscando?", En referencia a la canción del álbum "I Still Haven't Found What I'm Looking For". Es un error común pensar que el sitio está dentro del parque nacional Joshua Tree, cuando en realidad está a más de 200 millas de distancia del parque.

## Lanzamiento
Justo antes del lanzamiento de The Joshua Tree, Bono sufrió un repentino pánico sobre la calidad del álbum completo. Dijo que contemplaba llamar a las plantas de producción para ordenar que se detuviera la presión del disco, pero finalmente se detuvo. Island Records gastó más de $ 100,000 en exhibiciones de tiendas que anuncian el álbum; el presidente Lou Maglia lo llamó "el esfuerzo de comercialización más completo jamás realizado". The Joshua Tree fue lanzado el 9 de marzo de 1987, con un envío inicial de 300,000 copias en los Estados Unidos. Fue la primera versión nueva disponible en los formatos de disco compacto, disco de vinilo y cinta de casete en la misma fecha. Las tiendas de discos en Gran Bretaña e Irlanda abrieron a medianoche para dar cabida a la gran cantidad de fanáticos que habían hecho cola afuera para comprar el álbum.
The Joshua Tree debutó en la lista de álbumes del Reino Unido el 21 de marzo de 1987 en el número uno con 235,000 copias vendidas en su semana de apertura, convirtiéndose en el álbum más vendido en la historia del Reino Unido hasta ese momento. Recibió una certificación de platino en el Reino Unido dentro de las 48 horas posteriores a su lanzamiento. El álbum pasó dos semanas en la cima de la lista de álbumes del Reino Unido y pasó sus primeras 28 semanas entre los diez primeros. En total, se ubicó en el Reino Unido durante 201 semanas, clasificándolo entre los álbumes con más éxitos en la historia de la nación. En la lista de Billboard Top Pop Albums de EE. UU., El álbum debutó el 4 de abril de 1987 en el número siete, el debut más alto para un álbum de estudio en los EE. UU. En casi siete años. Tres semanas después, alcanzó el número uno, convirtiéndose en el primer álbum del grupo en encabezar las listas en los Estados Unidos. Permaneció en esa posición durante nueve semanas consecutivas, el reinado número uno más largo de la banda en la lista y el segundo reinado más largo en los Estados Unidos ese año. El álbum pasó un total de 120 semanas en los Billboard Top Pop Albums,  35 de ellos entre los diez primeros. El 13 de mayo de 1987, la Asociación de la Industria de Grabación de América (RIAA) certificó el álbum doble platino. Todos los álbumes anteriores del grupo volvieron a entrar en la lista Billboard Top Pop Albums en 1987. En Canadá, el álbum debutó en el número 51 en la lista de RPM Top 100 Álbumes el 21 de marzo de 1987, y subió al número uno solo dos semanas después. Dentro de los 14 días posteriores al lanzamiento, vendió 300,000 unidades en Canadá y obtuvo la certificación de triple platino. The Joshua Tree también encabezó las listas en Austria, Suiza, Nueva Zelanda y Suecia. En total, el álbum alcanzó el número uno en más de 20 países. Rolling Stone dijo que el álbum aumentó la estatura de la banda "de héroes a superestrellas". Fue el primer álbum de cualquier artista en vender un millón de copias en CD en los Estados Unidos. U2 apareció en la portada de la edición del 27 de abril de 1987 de Time, que los declaró "Rock's Hottest Ticket"; fueron solo la cuarta banda de rock en aparecer en la portada de la revista, después de The Beatles, The Band y The Who.
"With or Without You" fue lanzado como el sencillo principal el 21 de marzo de 1987, con los lados B "Luminous Times (Hold on to Love)" y "Walk to the Water". El sencillo superó rápidamente el Billboard Hot 100, convirtiéndose en el primer éxito número uno de la banda en Estados Unidos. La canción encabezó la lista de singles en Canadá, mientras alcanzó el número cuatro en el Reino Unido  y el número dos en los Países Bajos. El grupo originalmente planeó usar "Red Hill Mining Town" como el segundo sencillo. Sin embargo, el grupo no estaba contento con el video musical filmado por Neil Jordan, y Bono tuvo dificultades para cantar la canción. Finalmente, el grupo canceló el sencillo. En cambio, "I Still Haven't Found What I'm Looking For" fue elegido como el segundo sencillo, y fue lanzado en mayo de 1987 con las pistas "Spanish Eyes" y "Deep in the Heart" como B-sides. Al igual que su predecesor, superó el Hot 100, dando a U2 sencillos número uno consecutivos en los Estados Unidos. El sencillo alcanzó el número seis en el Reino Unido, Canadá, y los Países Bajos. En mayo, las ventas del álbum superaron los 7 millones de copias en todo el mundo.
"Where the Streets Have No Name" fue lanzado en agosto de 1987 como el tercer sencillo, con "Sweetest Thing", "Silver and Gold" y "Race Against Time" como lados B. El sencillo alcanzó el número siete en los Países Bajos, el número cuatro en la lista de singles del Reino Unido y el número 13 en los Estados Unidos. Los primeros tres singles del álbum encabezaron las listas de singles irlandeses, mientras se ubicaron dentro de los 20 primeros de las listas de singles en el Reino Unido, los EE. UU., Canadá, Nueva Zelanda, y los Países Bajos. "In God's Country" fue lanzado como cuarto sencillo exclusivamente en América del Norte en noviembre de 1987, alcanzando el número 44 en el Hot 100 y el número 48 como sencillo de importación en el Reino Unido. "One Tree Hill" fue lanzado como cuarto sencillo en Australia y Nueva Zelanda en marzo de 1988, y después de haber sido escrito para Carroll, nativo de Nueva Zelanda, alcanzó el número uno en su país de origen. A finales de 1988, The Joshua Tree había vendido más de 14 millones de copias en todo el mundo.
En 1996, Mobile Fidelity Sound Lab remasterizó el álbum y lo lanzó como un CD especial de oro. Esta edición rectificó la división incorrecta de la pista entre "One Tree Hill" y "Exit" que afectó a algunos lanzamientos de CD; la coda tranquila que concluye "One Tree Hill" había sido incluida previamente en la misma pista que "Exit".
Después de su reedición del 30 aniversario, The Joshua Tree volvió a ingresar a la lista Billboard 200 la semana del 8 de junio de 2017, subiendo al número 16, su posición más alta en la lista desde el 13 de febrero de 1988. Esa semana, cambió 27,000 unidades equivalentes a álbumes, 23,000 de los cuales fueron ventas, por lo que es la semana más vendida del álbum en los Estados Unidos desde el 3 de enero de 1993.

## Recepción de la crítica
Joshua Tree recibió elogios de la crítica y las mejores críticas de la carrera de U2 hasta ese momento. Steve Pond, de Rolling Stone, escribió: "Para una banda que siempre se especializa en gestos inspiradores y grandiosos, una banda completamente decidida a ser importante, The Joshua Tree podría ser el más importante, y eso es precisamente lo que suena". La crítica describió el sonido del álbum como "unir [ding] las diversas texturas de The Unforgettable Fire a canciones completamente formadas, muchas de ellas tan agresivas como los éxitos de War". Steve Morse de The Boston Globe se hizo eco de estos sentimientos en su crítica, afirmando: "Es otro informe de progreso espiritual, envuelto en música que logra un equilibrio saludable entre la exuberancia de su último álbum, The Unforgettable Fire de 1984, y el rock más volcánico de su primeros años." Morse lo llamó "su trabajo más desafiante hasta la fecha" y el "disco de rock más gratificante del año nuevo". John McCready, de NME, elogió el álbum como "un disco mejor y más valiente que cualquier otra cosa que pueda aparecer en 1987... Es el sonido de la gente que todavía lo intenta, que todavía mira..." Thom Duffy, del Orlando Sentinel, dijo las canciones tienen un "poder exultante" que, "como las ramas de Joshua Tree, se extienden hacia arriba en marcado contraste con su entorno musical estéril en la radio de rock". Elogió la musicalidad de los miembros del grupo, llamando a las voces de Bono "desgarradoras", la sección rítmica de Mullen y Clayton "muy afiladas", y la guitarra de Edge tocando "nunca... mejor". Colin Hogg de The New Zealand Herald llamó a The Joshua Tree "la colección de música más convincente de una banda que ha cortado su carrera con cortes apasionados y emocionantes". Se juzgó que el "poder del disco radica en su moderación" y que existe una "urgencia subyacente en prácticamente todas las 11 canciones". Robin Denselow de The Guardian llamó al álbum "épico", diciendo que "lo que U2 ha logrado es una mezcla estimulante y variada de poder controlado y sutileza". La crítica elogió a U2 por madurar y expandir su rango musical, pero "retuvo su sentido de poder" y la "valiente pasión y emoción" de la voz de Bono.
Paul Du Noyer, de Q, dijo que la fuente de "la potencia de The Joshua Tree radica en una especie de frustración espiritual: una sensación de hambre y tensión que recorre todos sus caminos en busca de algún momento culminante de liberación, de realización, que nunca llega". Concluyó su reseña escribiendo que la música "tiene una cosa vital para el rock que vale la pena, algo que a menudo falta: la necesidad de existir". Spin elogió el disco como el "primer álbum totalmente exitoso de U2 porque finalmente se libera del enfoque seductor pero limitante del canto y el dron del material anterior". La crítica decía: "No hay una mala canción en el disco" y que "todos tienen un gancho". La revista elogió a U2 por evitar la experimentación ambiental en favor de arreglos sencillos pero en capas. Robert Hilburn, del Los Angeles Times, dijo que el álbum "confirma en el registro lo que esta banda ha estado afirmando lentamente durante tres años en el escenario: U2 es lo que los Rolling Stones dejaron de ser hace años, la mejor banda de rock and roll del mundo". Hilburn señaló que la banda mostraba "a veces signos impresionantes de crecimiento" y tocaba más música "a medida y segura". El editor de Hot Press y partidario de U2 desde hace mucho tiempo, Bill Graham, dijo que "The Joshua Tree rescata el rock de su decadencia, valiente y descaradamente basándose en la corriente principal antes de despegar muy inteligentemente en varias dimensiones superiores", y que U2 "debe ser tomado muy en serio. después de esta revaluación del rock ". John Rockwell de The New York Times fue complementario de la banda por expandir su rango musical, pero dijo que las voces de Bono estaban "estropeadas por la sollozante afectación" y sonaban demasiado a otros cantantes, lo que resultó en una "curiosa pérdida de individualidad". Marty Racine, del Houston Chronicle, consideró que tiene "música que calma e inspira, música que es himno, música con estilo". Racine, sin embargo, creía que el grupo se tomaba a sí mismo demasiado en serio, lo que resultó en un registro que "no es muy divertido, rayando en lo pretencioso", lo que le hizo perder interés por el segundo lado. Robert Christgau de The Village Voice encontró la letra de buen gusto y la música "triste y apasionada, majestuosa e involucrada", pero se lamentó de lo que sintió que era un pomposo canto de Bono, calificándolo como "uno de los peores casos significativos que afligen a un candidato merecedor". para el estrellato ".

En una revisión retrospectiva, Stephen Thomas Erlewine de AllMusic dijo que "su enfoque nunca ha sido más claro, ni su música ha sido más pegadiza". Su crítica concluyó: "Nunca antes los grandes mensajes de U2 habían sonado tan directos y personales". Bill Wyman de Entertainment Weekly escribió que el álbum combinaba "temas fáciles de entender: la alienación y la visión ambivalente de un extraño de América - con una extrema ataque musical enfocado ". Una retrospectiva de 2008 de Q dijo que "su reinvención del estadio de rock suena tan apasionada como siempre" y que el álbum tiene "una mezcla finamente equilibrada de intimidad y poder". Anthony DeCurtis de Rolling Stone comparó el álbum con Born in the USA de Bruce Springsteen, afirmando que ambos discos "elevaron a un artista populista al mega estrellato", y que los espectáculos en vivo de los músicos y el "puro placer auditivo" de los dos discos oscureció su naturaleza premonitoria. DeCurtis resumió el examen de América por parte de Joshua Tree, tanto lírica como musicalmente como tal:
"La belleza salvaje, la riqueza cultural, la vacancia espiritual y la violencia feroz de América se exploran con un efecto convincente en prácticamente todos los aspectos de The Joshua Tree, en el título y la portada, el blues y los préstamos del país evidentes en la música ... De hecho , Bono dice que 'desmantelar la mitología de América' es una parte importante del objetivo artístico de The Joshua Tree ".

Al votar por las encuestas de los lectores de fin de año de Rolling Stone en 1987, U2 ganó en las categorías "Mejor álbum", "Artista del año", "Mejor banda", "Mejor sencillo (" Con o sin ti), y "Best Male Singer" (Bono). El álbum ocupó el cuarto lugar en la lista de "Mejores álbumes" de la encuesta de críticos de Pazz & Jop de 1987 de The Village Voice, y sexto en la lista de NME. En 1988, U2 recibió cuatro nominaciones a los premios Grammy por el álbum y sus canciones, ganando honores por Álbum del año (para vencer a artistas como Michael Jackson, Prince y Whitney Houston) y Mejor actuación de rock por un dúo o grupo con voz para The Joshua Tree.  "I Still Haven't Found What I'm Looking For"  fue nominado para Canción del año y Grabación del año, pero perdió en ambas categorías. U2 fue el único acto de ese año en ser nominado en cada una de las categorías de "Tres grandes" (Registro del año, Canción del año y Álbum del año).

## The Joshua Tree Tour
Tras el lanzamiento del álbum, U2 se embarcó en una gira mundial de conciertos, The Joshua Tree Tour. Con una duración de abril a diciembre de 1987, comprendió 109 espectáculos en tres partes. El primer y tercer tramo visitó los Estados Unidos, mientras que el segundo tramo recorrió Europa. Joshua Tree elevó al grupo a un nuevo nivel de popularidad; la gira agotó estadios y estadios en todo el mundo, la primera vez que se presentaron consistentemente en lugares de ese tamaño. Las canciones del álbum se convirtieron en elementos básicos de las listas de canciones de la gira, ya que el grupo realizó regularmente ocho de las once pistas del disco, y la única canción que no se tocó fue "Red Hill Mining Town".
Al igual que sus giras anteriores, The Joshua Tree Tour fue una producción minimalista y austera, y U2 utilizó esta salida para abordar las preocupaciones políticas y sociales. Uno de esos problemas fue que el gobernador de Arizona, Evan Mecham, canceló la observancia estatal del Día de Martin Luther King Jr. A lo largo de la gira, el grupo continuó explorando la música de raíz estadounidense: colaboraron con el artista folk Bob Dylan, el músico de blues B. B. King y el coro de góspel New Voices of Freedom de Harlem; U2 también visitó Graceland y Sun Studio en Memphis, donde grabaron material nuevo. Estas nuevas canciones y las experiencias de la banda en la gira fueron documentadas para el álbum Rattle and Hum de 1988 y la película dirigida por Phil Joanou. 
La gira recaudó $ 40 millones y atrajo a 3 millones de asistentes, pero a pesar de su éxito comercial y críticas positivas, U2 no estaba satisfecho creativamente, y Bono creía que no estaban preparados musicalmente para su éxito. Mullen dijo: "Éramos los más grandes, pero no éramos los mejores", y para Bono la gira fue "uno de los peores momentos de [su] vida musical". En el camino, el grupo lidió con amenazas de muerte, junto con lesiones que Bono sufrió al realizar. La banda insinuó que el estrés de las giras los llevó a disfrutar del "estilo de vida del rock and roll" que antes evitaban.

## Legado
The Joshua Tree es el álbum más vendido de la banda, y con 25 millones de copias vendidas en todo el mundo, se encuentra entre los álbumes más vendidos de todos los tiempos. Se clasifica como uno de los álbumes más vendidos en los Estados Unidos; en 1995, la RIAA lo certificó 10 × platino por enviar 10 millones de unidades, y el álbum recibió posteriormente el Premio Diamante por alcanzar este nivel. Del mismo modo, la Asociación Canadiense de la Industria de Grabación certificó el álbum de diamantes en Canadá. En el Reino Unido, The Joshua Tree se encuentra en el top 40 de los récords más vendidos con 2,88 millones de copias vendidas, habiendo sido certificado 9 × platino, con una certificación de oro adicional para la edición del 20 aniversario. En el Pacífico, está certificado 5 × platino y 14 × platino en Australia y Nueva Zelanda, respectivamente.
"Durante las dos décadas que han transcurrido desde entonces, cada movimiento que ha hecho la banda ha sido, de alguna manera, una reacción al legado de The Joshua Tree. Rattle and Hum fue una extensión del álbum, explorando aún más las formas de música estadounidense como como blues, gospel y soul. Luego, inevitablemente, U2 se cansó de vivir en su propia sombra, y tanto Achtung Baby como Zooropa redujeron las expectativas de la banda. Cuando finalmente se dieron cuenta de que no había escapatoria de su estatus icónico sellado por The Joshua Tree, U2 se burló de él en Pop. Sin embargo, para entonces, los fanáticos se habían cansado de la experimentación de la banda, y U2 había pasado sus últimos dos álbumes tratando de recuperar el sonido amigable para la radio de su obra de 1987 ".

—PopMatters, en 2007
The Joshua Tree ha sido aclamado por escritores y críticos de música como uno de los mejores álbumes de todos los tiempos; según Acclaimed Music, es el 40.º récord mejor clasificado en las listas de críticos. En 1997, The Guardian recopiló datos mundiales de una serie de críticos, artistas y DJ de radio de renombre, que colocaron el disco en el número 57 en la lista de los "100 mejores álbumes de la historia". Ocupaba el puesto 25 en el libro de Colin Larkin 2000 All Time Top 1000 Albums. En 2006, Time lo nombró como uno de los 100 mejores álbumes de la revista, mientras que Hot Press lo ubicó 11.º en una lista similar. Q lo nombró el mejor disco de la década de 1980, mientras que Entertainment Weekly incluyó el álbum en su lista de los 100 mejores discos lanzados entre 1983 y 2008. En 2010, el álbum apareció en el número 62 en la lista de Spin de los 125 álbumes más influyentes en los 25 años desde el lanzamiento de la revista. La publicación decía: "El quinto álbum de la banda escupió éxitos como locos, y estaban buscando éxitos inusualmente, cada uno con una ventaja política puntiaguda". La revista Rolling Stone clasificó el álbum en el número 27 en su lista de 2012 de "Los 500 Los mejores álbumes de todos los tiempos ", llamándolo" un álbum que convierte las búsquedas espirituales y las luchas políticas en singulares canciones de estadio ". Fue la mejor posición de U2 en la lista. Ese año, en la lista de Slant Magazine de los "Mejores álbumes de la década de 1980", la publicación dijo que el trío de canciones de apertura de The Joshua Tree ayudó a "la banda a convertirse en señores y emperadores del himno de los 80" y que "U2 ya no pertenecía a Dublín, pero el mundo ". En 2018, Pitchfork ocupó el puesto 47 en su lista de" Los 200 mejores álbumes de la década de 1980 ", escribiendo que la" tensión brillante "y la resonancia continua del álbum fueron el resultado de Eno y Lanois "dirige U2 hacia un impresionismo cambiante donde las guitarras deslizantes y las progresiones de tres acordes suenan cavernosas, incluso siniestras". The Buffalo News dijo que el disco "convirtió a [U2] en la primera banda dominante desde los Beatles en capturar el espíritu de la época de una manera que era populista e incisiva artística, política y socialmente". En 2014, The Joshua Tree fue incluido en el Grammy Hall of Fame por convertirse en "parte de nuestra historia musical, social y cultural". Ese mismo año, la Biblioteca del Congreso de los Estados Unidos seleccionó el álbum para su conservación en el Registro Nacional de Grabación por ser considerado "cultural, histórico o estéticamente significativo". Es la única obra irlandesa que se honra tanto.
La inclinación de la banda por abordar los problemas políticos y sociales, así como su representación en las fotografías en blanco y negro de la manga de Corbijn, contribuyeron a la imagen seria y seria del grupo como "peregrino [s] con cara de piedra". Esta imagen se convirtió en blanco de burla después del proyecto Rattle and Hum, criticado por la banda, en 1988. Varios críticos los llamaron "con cara de po", "aburridos pomposos", y "sin humor". La continua exploración del grupo de música estadounidense para el proyecto fue etiquetada como "pretenciosa" y "desorientada y rimbombante". Después de que Bono les dijo a los fanáticos en el Lovetown Tour de 1989 que U2 "soñaría todo de nuevo", la banda se reinventó en la década de 1990. Incorporaron el rock alternativo, la música electrónica de baile y la música industrial a su sonido, y adoptaron una imagen más irónica y desenfadada mediante la cual adoptaron la identidad de "estrella del rock" con la que lucharon en la década de 1980. Bono se refirió a su álbum de 1991 Achtung Baby como "el sonido de cuatro hombres cortando el árbol de Joshua". El autor Bill Flanagan resumió el impacto de The Joshua Tree en la carrera del grupo en sus notas para el lanzamiento del vigésimo aniversario del álbum: "The Joshua Tree convirtió a U2 en estrellas de rock internacionales y estableció un estándar que siempre tendrían que cumplir y un imagen que siempre tratarían de vivir ".

## Lista de canciones
Mientras la banda y equipo trabajaban en la mezcla del álbum, la esposa de Lillywhite, la cantante Kirsty MacColl, fue designada para escoger el orden de las canciones. La banda sólo le dijo que pusiera primero "Where the Streets Have No Name" y "Mothers of the Disappeared" al final; el resto fueron secuenciadas de acuerdo a su preferencia, que la banda mantuvo.
"The Joshua Tree" es el primer álbum de U2 en obtener el premio Grammy como "Mejor Álbum del Año". Además, llegó al puesto 1 de
la lista de Billboard en Estados Unidos y al puesto 36 en la lista de los mejores álbumes cristianos de 1987.

Todas las canciones escritas y compuestas por U2, con letras de Bono. 
| N.º   | Título                                       | Duración |  |
| 1.    | «Where the Streets Have No Name»             | 5:38     |  |
| 2.    | «I Still Haven't Found What I'm Looking For» | 4:38     |  |
| 3.    | «With or Without You»                        | 4:58     |  |
| 4.    | «Bullet the Blue Sky»                        | 4:32     |  |
| 5.    | «Running to Stand Still»                     | 4:18     |  |
| 6.    | «Red Hill Mining Town»                       | 4:54     |  |
| 7.    | «In God's Country»                           | 2:57     |  |
| 8.    | «Trip Through Your Wires»                    | 3:33     |  |
| 9.    | «One Tree Hill»                              | 5:23     |  |
| 10.   | «Exit»                                       | 4:13     |  |
| 11.   | «Mothers of the Disappeared»                 | 5:12     |  |
| 50:14 |                                              |          |  |

"With or Without You", "I Still Haven't Found What I'm Looking For", y "Where the Streets Have No Name" fueron elegidos como sencillos promocionales. Además, "In God's Country" fue el cuarto sencillo difundido en Norteamérica y "One Tree Hill" fue el cuarto sencillo en Nueva Zelanda.

## Reconocimientos
La revista Rolling Stone lo sitúa en el número 8 de los "10 discos esenciales de guitarreo", definida como una lista que recopila los álbumes "para entender el mundo de las seis cuerdas y sus derivas", y describe el álbum de la siguiente manera: «Delays catedralicios, slides amenazantes, sustains infinitos, síntesis rock, áreas de descanso folk, experimentación bien entendida… The Edge amplió y pulió su inagotable repertorio creativo en este álbum eterno en el que apenas sobra nada.»
En 2003 fue colocado en el número 26 en la Lista de Rolling Stone de los 500 mejores álbumes de todos los tiempos.

## The Joshua Tree Deluxe 20 Anniversary
Como conmemoración de los 20 años del lanzamiento de The Joshua Tree, salió la edición Deluxe de este disco. Esta incluye el álbum original, una versión con rarezas y caras B y un DVD del concierto que realizaron en París el sábado 4 de julio de 1987, el cual fue transmitido por vía satélite a Inglaterra en celebración de los 25 años de Island Records.
El 20 de noviembre de 2007, se lanzó una edición del vigésimo aniversario de The Joshua Tree. El álbum fue remasterizado a partir de las grabaciones analógicas originales bajo la dirección de The Edge, con la obra de arte original del álbum de vinilo restaurada. El lanzamiento se puso a disposición en cuatro formatos: un solo CD; una edición de lujo de dos discos con un CD de audio adicional de lados B, rarezas y demostraciones; una caja de tres discos con el CD y DVD de audio extra, impresiones fotográficas y libro de tapa dura; y una doble edición de vinilo. Todas las ediciones incluyeron notas del autor Bill Flanagan y fotografías nunca antes vistas de Anton Corbijn. El mánager Paul McGuinness explicó: "Ha habido una demanda continua de los fanáticos de U2 para que The Joshua Tree sea remasterizado adecuadamente. Como siempre, la banda tuvo que asegurarse de que fuera correcto, y ahora es así". Algunos formatos incluyen expandido notas de los miembros de la banda, el equipo de producción y Anton Corbijn. En una crítica favorable del álbum remasterizado, Andrew Mueller de Uncut dijo que "cualquier oyente casual que pueda percibir una diferencia significativa entre esto y el original tiene i) oídos como un murciélago y / o ii) necesita salir más".
El CD de audio adicional contiene 14 pistas adicionales, incluyendo los lados B "Luminous Times (Hold on to Love)", "Walk to the Water", "Spanish Eyes", "Deep in the Heart", "Silver and Gold", "Sweetest Thing", y "Race Against Time". Se incluyen dos versiones de "Silver and Gold": la versión de U2 y la grabación original del álbum Sun City de Bono, Keith Richards y otros. La versión individual editada de "Where the Streets Have No Name" aparece en el CD de bonificación. "Beautiful Ghost / Introduction to Songs of Experience" contiene letras de canciones de la introducción de Songs of Experience de William Blake, mientras que "Drunk Chicken / America" contiene un extracto de la recitación de Allen Ginsberg de su poema, "America". "Wave of Sorrow (Birdland)", "Desert of Our Love", "Rise Up" y "Drunk Chicken / America" son grabaciones inéditas de las sesiones de The Joshua Tree.
El DVD adicional incluye imágenes de conciertos en vivo, un documental y dos videos musicales. El disco incluye Live from Paris, un concierto de 85 minutos del 4 de julio de 1987 que se emitió originalmente en la televisión británica para celebrar el 25 aniversario de Island Records. El documental, titulado Outside It's America, fue una producción de MTV en 1987 sobre The Joshua Tree Tour. Los dos videos musicales son una versión alternativa "With or Without You" y el video inédito de "Red Hill Mining Town". Las imágenes de la banda country alter ego de U2, los Dalton Brothers, se incluyen en el disco como un huevo de Pascua.

## The Joshua Tree Deluxe 30 Anniversary
En 2017 U2 reeditó The Joshua Tree con motivo del treinta aniversario del álbum , el cual está disponible en cuatro formatos diferentes , y es motivo para el "The Joshua Tree Tour 2017".
Para el 30 aniversario de The Joshua Tree, U2 organizó una gira de conciertos en 2017 en América del Norte, Europa y América Latina, en la que tocaron el álbum en su totalidad en cada espectáculo. Fue la primera vez que el grupo realizó una gira para promocionar un álbum de su catálogo posterior, en lugar de un nuevo lanzamiento. Como parte de la gira, U2 encabezó el Festival de Música Bonnaroo en Mánchester, Tennessee, en junio. Al racionalizar la gira, The Edge citó las elecciones presidenciales estadounidenses de 2016 y otros eventos mundiales por lo que consideró una resonancia renovada del tema de The Joshua Tree: "Ese registro fue escrito a mediados de los años ochenta, durante el Reagan– Era Thatcher de la política británica y estadounidense. Fue un período en el que hubo muchos disturbios. Thatcher estaba a punto de tratar de sofocar la huelga de los mineros; había todo tipo de travesuras en Centroamérica. La gira recaudó más de $ 316 mdd de más de 2.7 millones de boletos vendidos, convirtiéndose en la gira de mayor recaudación del año.
El 2 de junio de 2017, el álbum fue reeditado en varios formatos en conmemoración de su 30 aniversario. Las ediciones estándar del álbum se lanzaron en CD, disco de vinilo y mediante descarga digital. Las ediciones de lujo, disponibles en CD y digitalmente, incluyen una grabación de concierto de un espectáculo de 1987 en el Madison Square Garden del Joshua Tree Tour. Además del concierto, las ediciones súper deluxe, disponibles en CD, disco de vinilo y digitalmente, incluyen: lados B y rarezas; y remixes de las canciones del álbum hechas en 2017 por Daniel Lanois, St Francis Hotel, Jacknife Lee, Steve Lillywhite y Flood. Las copias físicas de la edición súper deluxe incluyen ocho copias en folio y un libro de fotografías de 84 páginas tomadas por The Edge durante la sesión de fotos de 1986 de la portada del álbum en el desierto de Mojave. El remix de 2017 de "Red Hill Mining Town" fue lanzado como un sencillo en un disco de vinilo para el Día de la tienda de discos en abril de 2017.

## Músicos
U2
- Bono: voz principal, guitarra rítmica y armónica.
- The Edge: guitarras, piano y sintetizador (canción: 5), y coros.
- Adam Clayton: bajo.
- Larry Mullen Jr: batería y percusión.

Artistas adicionales
- Brian Eno - teclados, programación DX7, coros
- Daniel Lanois - pandereta, Omnichord, guitarra rítmica adicional ("Running to Stand Still"), coros.
- The Armin Family - cuerdas ("One Tree Hill")
- The Arklow Silver Band - metal ("Red Hill Mining Town")
- Paul Barrett - arreglo y dirección de metal

Técnica
- Daniel Lanois - producción
- Brian Eno - producción
- Flood – grabación
- Dave Meegan - ingeniería adicional
- Pat McCarthy - ingeniería adicional
- Steve Lillywhite - mezcla ("Where the Streets Have No Name", "With or Without You", "Bullet the Blue Sky", "Red Hill Mining Town")
- Mark Wallis - ingeniería mixta
- Mary Kettle - asistente de ingeniería de mezcla
- Bob Doidge - grabación de cuerdas
- Joe O'Herlihy - equipo de estudio
- Des Broadberry - equipo de estudio
- Tom Mullally - equipo de estudio
- Tim Buckley - equipo de estudio
- Marc Coleman - equipo de estudio
- Mary Gough - equipo de estudio
- Marion Smyth - equipo de estudio
- Kirsty MacColl - secuenciación de pistas del álbum

## Charts

### Gráficos semanales
| Lista (1987)                | Peak position |
| --------------------------- | ------------- |
| Australian Albums Chart     | 3             |
| Austrian Top 30 Albums      | 1             |
| Canadian RPM 100 Albums     | 1             |
| Dutch LP Top 75             | 1             |
| French Albums Chart         | 23            |
| German Top 100 Albums       | 1             |
| New Zealand Top 40 Albums   | 1             |
| Spanish Albums Chart        | 3             |
| Swedish Albums Top 60       | 1             |
| UK Albums Chart             | 1             |
| US Billboard Top Pop Albums | 1             |

| Lista (2017)                    | Peak position |
| ------------------------------- | ------------- |
| Álbumes polacos (ZPAV)          | 21            |
| Álbumes en español (PROMUSICAE) | 7             |

### Tablas de fin de año
| Lista (1987)                | Peak position |
| --------------------------- | ------------- |
| Australian Albums Chart     | 5             |
| Austrian Top 30 Albums      | 1             |
| German Top 100 Albums       | 1             |
| Swiss Albums Chart          | 1             |
| UK Albums (OCC)             | 2             |
| US Billboard Top Pop Albums | 6             |

### Gráficos de finales de década
| Lista (1980–89) | Posición |
| --------------- | -------- |
| UK Albums (OCC) | 10       |

## Certificaciones
| Región                                                                                                  | Certificación | Unidades certificadas/ventas |
| --- | ------------- | ---------------------------- |
| Argentina (CAPIF)                                                                                       | Platino       | 60,000^                      |
| Australia (ARIA)                                                                                        | 5× Platino    | 350,000^                     |
| Austria (IFPI Austria)                                                                                  | 3× Oro        | 75,000*                      |
| Canadá (Music Canada)                                                                                   | Diamante      | 1,000,000^                   |
| Dinamarca (IFPI Dinamarca)                                                                              | Platino       | 80,000^                      |
| Finlandia (Musiikkituottajat)                                                                           | Oro           | 27,965                       |
| Francia (SNEP)                                                                                          | 2× Platino    | 600,000*                     |
| Alemania (BVMI)                                                                                         | 2× Platino    | 1,000,000^                   |
| Hong Kong (IFPI Hong Kong)                                                                              | Platino       | 20,000*                      |
| Italia (FIMI)                                                                                           | Platino       | 100,000*                     |
| México (AMPROFON)                                                                                       | Oro           | 100,000^                     |
| Países Bajos (NVPI)                                                                                     | Platino       | 100,000^                     |
| Nueva Zelanda (RMNZ)                                                                                    | 14× Platino   | 210,000^                     |
| Noruega (IFPI Noruega)                                                                                  | Oro           | 25,000*                      |
| España (PROMUSICAE)                                                                                     | 3× Platino    | 300,000^                     |
| Suecia (GLF)                                                                                            | Platino       | 100,000^                     |
| Suiza (IFPI Suiza)                                                                                      | Platino       | 50,000^                      |
| Reino Unido (BPI)                                                                                       | 9× Platino    | 2,880,000                    |
| Estados Unidos (RIAA)                                                                                   | Diamante      | 10,000,000^                  |
| * cifras de ventas basadas solo en la certificación ^ cifras de envíos basadas solo en la certificación |               |                              |

* La edición del vigésimo aniversario recibió una certificación de oro adicional en el Reino Unido.